# Un'insolita missione
Un'insolita missione (The Parole Officer) è un film del 2001 diretto da John Duigan e interpretato da Steve Coogan, Lena Headey e Stephen Dillane.

## Trama
L'assistente sociale Simon Garden, che aiuta gli ex detenuti a reinserirsi nella società, assiste all'omicidio di un uomo da parte del corrotto ispettore di polizia Burton. Accusato del delitto, Garden dovrà, con l'ausilio di alcuni suoi ex clienti, introdursi in una banca per rubare il video dell'assassinio, in modo da scagionarsi e assicurare alla giustizia il vero colpevole.